# دوره آبی پیکاسو

«زندگی» (La Vie)، اثر پابلو پیکاسو، ۱۹۰۳، موزه هنر کلیولند.

دورهٔ آبی دوره‌ای در زندگی هنری پابلو پیکاسو است که سال‌های ۱۹۰۱ تا ۱۹۰۴ را شامل می‌شود. پیکاسو در آغاز این دوره جوانی ۱۹ ساله بود. مشخصهٔ تابلوهای خلق‌شده در این دوره رنگ آبی و سبز آن‌ها است. این تابلوها دارای فضایی غم‌آلود هستند و مردم فقیر، مست و گدایان را نشان می‌دهند. پیکاسو در طول دورهٔ آبی چندین بار به پاریس سفر کرد و تابلوهایش را در این شهر و بارسلون خلق کرد. خودکشی کارلوس کاساگماس، دوست پیکاسو از جمله رویدادهای بود که بر این دوره تأثیر گذاشت.
از نقاشی‌های مهم این دوره می‌توان به گیتار‌‌‌‌‌‌‌زن پیر، تراژدی، تدفین کاساگماس و زندگی اشاره کرد.
پیکاسو در سال ۱۹۰۴ به پاریس بازگشت و از آن زمان وارد دورهٔ دیگری به نام «دوره صورتی» یا «دوره دلقک» شد.